# Juan Marsé

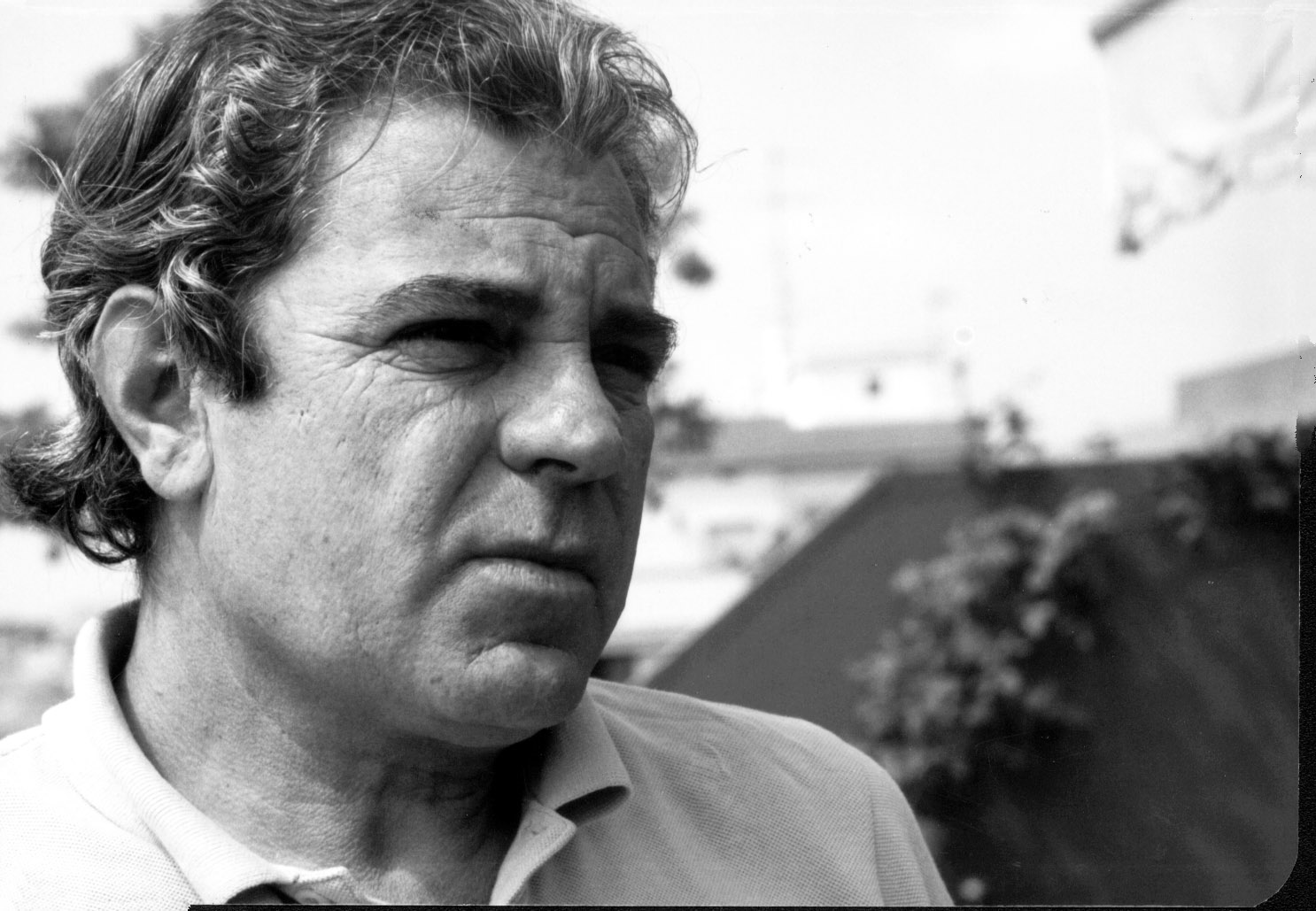
Juan Marsé (1991)

Juan Marsé (* 8. Januar 1933 in Barcelona, Geburtsname Juan Faneca Roca; † 18. Juli 2020 ebenda) war ein spanischer Schriftsteller, der internationale Bekanntheit erreichte und unter anderem mit dem Cervantespreis ausgezeichnet wurde.

## Leben
Nachdem seine Mutter bei der Geburt gestorben war, wurde Juan Faneca Roca vom Ehepaar Marsé adoptiert und nahm dessen Familiennamen an. Er war ein schlechter Schüler und begann als Jugendlicher in einem Juweliergeschäft zu arbeiten. Einige Zeit war er auch in der Filmzeitschrift Arcinema in Barcelona beschäftigt.
Seine ersten Erzählungen veröffentlichte er 1958 in den Zeitschriften Ínsula und El Ciervo. Ein Jahr darauf erhielt er bereits seinen ersten literarischen Preis, den „Sésamo de cuentos“, für seine Erzählung Nada para morir. 1960 erschien sein erster Roman Encerrados con un solo juguete.
Von 1959 bis 1962 lebte er in Paris, wo er als Spanischlehrer, Übersetzer und Laborgehilfe am Institut Pasteur tätig war. Anschließend kehrte er nach Barcelona zurück, wo er 1962 Esta cara de la luna publizierte, einen Text, den er später aus seinen Gesammelten Werken ausschloss. Außerdem war er in der Werbebranche sowie als Verfasser von Filmdrehbüchern tätig; als Journalist war er Chefredakteur der Zeitschriften Boccaccio und Por favor.
1966 heiratete er Joaquina Hoyas, mit der er 1968 einen Sohn und 1970 eine Tochter bekam.
In den Jahren 1988/1989 veröffentlichte er eine Kolumne in der Tageszeitung El País unter dem Titel Aventuras del capitán Blay.
Die 1990er Jahre brachten seinen internationalen Durchbruch als Schriftsteller: 1990 erhielt er den Literaturpreis „Premio Ateneo de Sevilla“ für den Roman El amante bilingüe (der später auch verfilmt werden sollte); 1994 wurden ihm für El embrujo de Shanghai der „Premio de la Crítica“ und der „Aristeion-Preis“ zugesprochen.
Sein Werk ist in viele Sprachen übersetzt; unter anderem ins Polnische, Englische, Französische, Deutsche, Rumänische und Ungarische. Einige seiner Texte wurden verfilmt oder für das Theater adaptiert, wie Últimas tardes con Teresa, Si te dicen que caí, La muchacha de las bragas de oro und El amante bilingüe. Mit dem Cervantespreis erhielt er 2008 einen der angesehensten Literaturpreise der spanischsprachigen Welt; auch für den Literaturnobelpreis war er wiederholt im Gespräch.
Marsé starb im Hospital de la Santa Creu i Sant Pau. 

## Werkcharakteristik
Juan Marsé gehörte der so genannten „Generation von 1950“ an; sein erster großer Erfolg war der 1966 erschienene Roman Letzte Tage mit Teresa. Der Roman Wenn man Dir sagt, ich sei gefallen... konnte nicht im Spanien der Franco-Diktatur erscheinen und kam daher in Mexiko heraus.
Seine Romane spielen meist im Barcelona der 1940er Jahre. Dabei gelang es ihm, wie in seinem Roman Der Zauber von Shanghai, Realität und Phantasie auf meisterhafte Art zu mischen und dabei ein Porträt der Gesellschaft zu erschaffen.
Für seinen Roman Stimmen in der Schlucht, der Barcelona zur Zeit Francos aus der Sicht eines Embryos schildert, erhielt er 2001 den Premio Nacional de la Crítica und im selben Jahr für sein bisheriges Gesamtwerk den Premio Nacional de Literatura.

## Werke
- 1961: Encerrados con un solo juguete.
- 1962: Esta cara de la luna.
- 1966: Últimas tardes con Teresa.
  - Deutsche Ausgabe: Letzte Tage mit Teresa. 1988, ISBN 3-89151-056-X.
- 1970: La oscura historia de la prima Montse.
  - Deutsche Ausgabe: Die obskure Liebe der Montserrat Claramunt. 1991, ISBN 3-423-13185-3.
- 1973: Si te dicen que caí.
  - Deutsche Ausgabe: Wenn man Dir  sagt, ich sei gefallen ... 1986, ISBN 3-89151-023-3.
- 1978: La muchacha de las bragas de oro.
- 1982: Un diá volveré.
- 1984: Ronda del Guinardó.
  - Deutsche Ausgabe: Ronda del Guinardó. 1991, ISBN 3-89151-080-2.
- 1990: El amante bilingüe.
  - Deutsche Ausgabe: Der zweisprachige Liebhaber. 1993, ISBN 3-89151-163-9.
- 1993: El embrujo de Shanghai.
  - Deutsche Ausgabe: Der Zauber von Shanghai. 1995, ISBN 3-423-13040-7.
- 2000: Rabos de lagartija.
  - Deutsche Ausgabe: Stimmen in der Schlucht. 2002, ISBN 3-446-20218-8.
- 2004: La gran desilusión.
- 2005: Canciones de amor en Lolita’s club.
  - Deutsche Ausgabe:  Liebesweisen in Lolitas Club. Wagenbach, Berlin 2007, ISBN 978-3-8031-3213-0.
- 2011: Caligrafía de los sueños.
  - Deutsche Ausgabe: Kalligraphie der Träume. Wagenbach, Berlin 2011, ISBN 978-3-8031-3240-6.
- 2014: Noticias felices en aviones de papel.
  - Deutsche Ausgabe: Gute Nachrichten auf Papierfliegern. Übersetzung von Dagmar Ploetz. Wagenbach, Berlin 2016, ISBN 978-3-8031-1315-3.
- 2015: Una puta muy querida.

## Verfilmungen
- La oscura historia de la prima Montse (Regisseur: Jordi Cadena, 1978)
- La muchacha de las bragas de oro (Regisseur: Vicente Aranda, 1980)
- Últimas tardes con Teresa (Regisseur: Gonzalo Herralde, 1984)
- Si te dicen que caí (Regisseur: Vicente Aranda, 1989)
- El amante bilingüe (Regisseur: Vicente Aranda, 1993)
- Domenica (Regisseurin: Wilma Labate, 2001) = Verfilmung von Ronda del Guinardó
- El embrujo de Shangai (Regisseur: Fernando Trueba, 2002)
- Canciones de amor en Lolita’s Club (Regisseur: Vicente Aranda, 2007)

## Auszeichnungen (Auswahl)
- 1965 Premio Biblioteca Breve für Últimas tardes con Teresa
- 2001 Premio Nacional de Literatura, Premio Nacional de la Crítica
- 2008 Premio Cervantes